# David Demanuelle
David Demanuelle (* 27. September 1981) ist ein kroatischer Cyclocross- und Straßenradrennfahrer.
David Demanuelle wurde im Jahr 2000 kroatischer Meister im Cyclocross der U23-Klasse. 2006 belegte er bei der nationalen Straßenradmeisterschaft den zweiten Platz im Einzelzeitfahren und 2001 wurde er Dritter, wie auch 2004, 2005 und 2007. Bei der Cross-Meisterschaft wurde Demanuelle in der Eliteklasse von 2003 bis 2007 fünfmal hintereinander Erster. 2004 gewann er auf der Straße die Trofej UCKA und 2008 war er bei dem Memorial Zambelli erfolgreich. 2009 fuhr Demanuelle für das kroatische Continental Team Loborika.

## Erfolge - Cyclocross
2000
- Kroatischer Meister (U23)

2003–2007
- 5× Kroatischer Meister

## Teams
- 2009 Loborika